# Makes Me Wonder
Makes Me Wonder е първият издаден сингъл от втория албум на Maroon 5 It Won't Be Soon Before Long. Световната му премиера е по радиостанцията MIX94.1 в Лас Вегас. Песента пожънва успех, като се превръща в първия номер едно сингъл на Maroon 5 в класацията Hot 100 на Billboard и достига и до първото място в Световната класация United World Chart.

## Видео
Премиерата на видеото е по телевизия MTV в предаването Total Request Live на 29 март. От интервю с членовете на групата се потвърждава, че видеото е снимано на футуристично летище. Видеото е снимано в Los Angeles International Airport (Лос Анджелис). Режисьор е Джон Хилкоут. Лавин казва, че режисьорът е имал идеята за превръщането на летището във фантастичен, сюреалистичен, сексуално зареден, модерен свят.

## Списък с песните
Австралийски CD сингъл

(Издаден на 7 май, 2007)
1. Makes Me Wonder – 3:31
2. The Way I Was (песен, която не е от албума) – 4:19
3. Story (песен, която не е от албума) – 4:30
4. Makes Me Wonder (видео) – 3:31

US 2-track CD

(Издаден на 27 март, 2007)
1. Makes Me Wonder (Clean версия) – 3:31
2. Makes Me Wonder (албумна версия) – 3:31

German 2-track CD

(Издаден на 11 май, 2007)
1. Makes Me Wonder (албумна версия) – 3:31
2. The Way I Was (песен, която не е от албума) – 4:19

UK 2-track CD

(Издаден на 14 май, 2007)
1. Makes Me Wonder (албумна версия) – 3:31
2. The Way I Was (песен, която не е от албума) – 4:19